# Inge Sørensen
Inge Sørensen (* 18. Juli 1924 in Skovshoved; † 9. März 2011 in Mount Laurel, New Jersey, Vereinigte Staaten) war eine dänische Schwimmerin.

## Werdegang

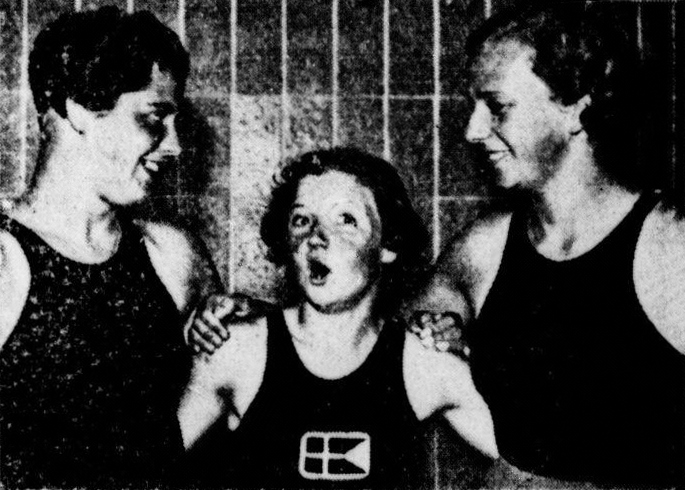
Inge Sørensen (Mitte) 1936

Inge Sørensen begann als Achtjährige beim Dänischen Frauengymnastikverband in Kopenhagen zu schwimmen und erzielte als Elfjährige ihren nationalen Durchbruch, als sie sehr gute Brustschwimmzeiten erzielte.
Sie gewann bei den Olympischen Sommerspielen 1936 in Berlin die Bronzemedaille über 200 m Brust. Zu diesem Zeitpunkt war sie 12 Jahre und 24 Tage alt. Damit war sie die jüngste Teilnehmerin in Berlin und ist bis heute die jüngste Medaillengewinnerin in einem Einzelwettbewerb bei Olympischen Spielen. Ihre Teilnahme löste eine Debatte in Dänemark aus, die zur Festlegung einer neuen Altersgrenze von 16 Jahren für die Teilnahme an Olympischen Spielen führte.
Bei ihrer Rückkehr nach Dänemark wurden Sørensen und die Gewinnerin der Silbermedaille über 400 m Freistil, Ragnhild Hveger, von Tausenden Menschen am Kopenhagener Bahnhof Enghave begeistert empfangen.
Inge Sørensen wurde von der dänischen Tageszeitung Politiken zum dänischen Sportler des Jahres 1936 gekürt. 2009 überreichte sie ihren Pokal als Erinnerungsstück an die Schwimmerin Rikke Møller Pedersen, die zur Sportlerin des Jahres 2009 gewählt wurde.
1938 wurde sie ebenfalls über 200 m Brust Europameisterin. Zudem gewann sie zwischen 1936 und 1944 neun dänische Meisterschaften und wurde 1937 sowie 1939 Nordische Meisterin. Sie stellte 14 dänische Rekorde im 200-, 400- und 500-Meter-Brustschwimmen auf und wurde 1941 die erste dänische Schwimmerin, die 200 m Brust unter 3 Minuten schwamm. Sie stellte drei Weltrekorde auf; 1937 stellte sie mit der Zeit 8:01,9 min einen Weltrekord über 500 m Brust auf, den sie 1939 auf 7:58,8 min verbesserte. Mit der Zeit von 6:16,1 min hielt sie auch den Weltrekord über 400 m Brust. Der Zweite Weltkrieg beraubte sie der Möglichkeit weiterer Teilnahmen an Olympischen Spielen sowie an den Schwimmeuropameisterschaften 1942.

## Abseits des Sports

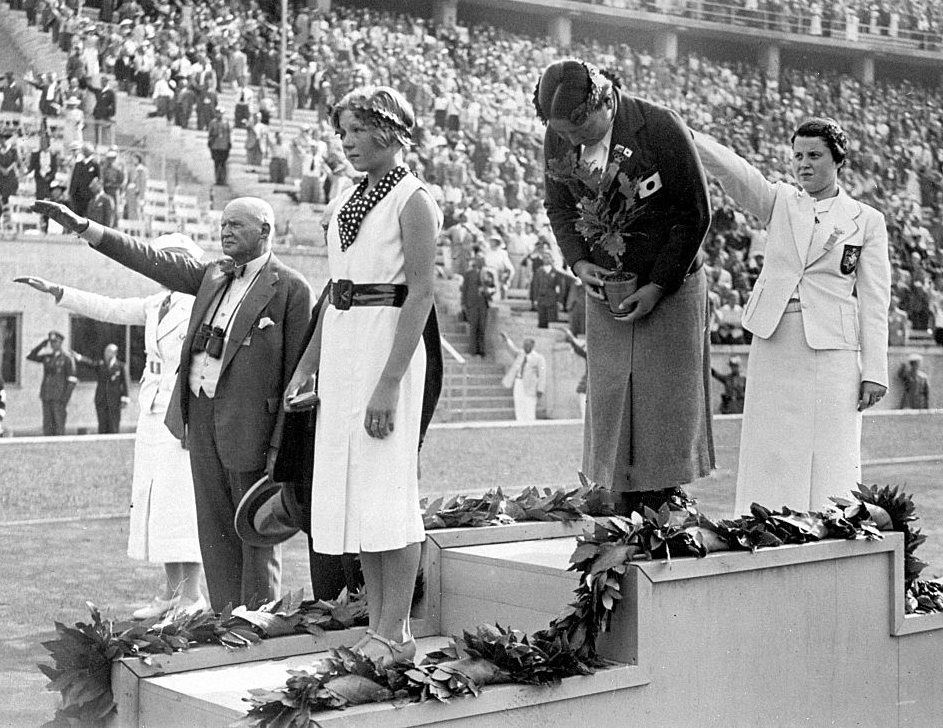
Inge Sørensen, Hideko Maehata, Martha Genenger bei der Siegerehrung 1936

Während der deutschen Besetzung Dänemarks im Zweiten Weltkrieg besaß Inge Sørensen in Dänemark einen Starstatus. Dieser Status machte sie sowohl für die Besatzungsmacht als auch für die Widerstandsbewegung für Propagandazwecke attraktiv. Das Bild der 12-jährigen Inge Sørensen, die bei den Olympischen Spielen 1936 nicht vom Siegertreppchen jubelt, wurde von der Widerstandsbewegung als Beispiel für den dänischen Widerstand herangezogen.
Nach dem Krieg ließ sich Inge Sørensen zur Sportlehrerin ausbilden und unterrichtete anschließend Gymnastik und Schwimmen. Sie arbeitete zeitweilig als Schwimmtrainerin in Schweden. Nachdem sie 1948 den Ingenieur Janus Tabur geheiratet hatte, ließ sich das Paar zunächst in Südafrika, dann in Kanada und 1951 in den USA nieder. Sie lebte bis zu ihrem Tod 2011 in der Gemeinde Mount Laurel, New Jersey.